# Dongyang
Dongyang (in cinese semplificato: 东阳, in cinese tradizionale: 東陽, in pinyin Dōngyáng) è una città-contea situata al centro della provincia cinese dello Zhejiang, nella prefettura di Jinhua, circa 200 chilometri a sud di Hangzhou.
In tale città si svolge annualmente il Intangible cultural heritage dove, dal 2008 è stata anche inserita l'usanza del tong zi dan, ovvero la cottura dell'uovo nell'urina.